# ليتل بيفر
ليتل بيفر هو مصارع رياضي كندي، ولد في 1935 في سان جيروم في كندا، وتوفي بنفس المكان في 4 ديسمبر 1995 بسبب نفاخ رئوي.

## وصلات خارجية
- ليتل بيفر على موقع CageMatch worker (الإنجليزية)
- ليتل بيفر على موقع عالم المصارعة على الإنترنت (الإنجليزية)
- ليتل بيفر على موقع عالم المصارعة على الإنترنت (الإنجليزية)

- ليتل بيفر على موقع IMDb (الإنجليزية)